# Кампана, Леонардо
Леона́рдо Кампа́на Роме́ро (исп. Leonardo Campana Romero) — эквадорский футболист, нападающий американского клуба « Нью-Инглэнд Революшн » и национальной сборной Эквадора.

## Клубная карьера
Выступал в юношеской академии клуба «Барселона» (Гуаякиль) с 2016 года.
21 января 2020 года перешёл в английский клуб «Вулверхэмптон Уондерерс».
В сезоне 2020/21 выступал на правах аренды за португальский клуб «Фамаликан».
В июле 2021 года отправился в аренду в швейцарский клуб «Грассхоппер».
20 января 2022 года отправился в сезонную аренду в клуб MLS «Интер Майами». В высшей лиге США дебютировал 26 февраля 2022 года в матче стартового тура сезона против «Чикаго Файр». 6 марта 2022 года в матче против «Остина» забил свой первый гол за «Интер Майами». 9 апреля 2022 года сделал хет-трик в матче против «Нью-Инглэнд Революшн», за что был назван игроком недели в MLS.
20 января 2023 года перешёл из «Вулверхэмптон Уондерерс» в «Интер Майами» на постоянной основе после активации американским клубом опции выкупа, прописанной в договоре аренды, заключив с ним контракт до конца сезона 2025 с опцией продления на сезон 2026 как молодой назначенный игрок. Пропустил первые шесть матчей сезона 2023 из-за травмы. 29 апреля 2023 года в матче против «Коламбус Крю» сделал дубль, за что был назван лучшим игроком игрового дня MLS. 9 сентября 2023 года в матче против «Спортинга Канзас-Сити» сделал дубль, за что был назван лучшим игроком игрового дня MLS. 15 сентября 2023 года продлил контракт с «Интер Майами» до конца сезона 2027 с опцией на сезон 2028.

## Карьера в сборной
В 2019 году в составе сборной Эквадора до 20 лет принял участие в чемпионате Южной Америки среди команд до 20 лет и помог своей команде выиграть этот турнир, став его лучшим бомбардиром с 6 забитыми мячами.
В марте 2019 года 18-летний футболист дебютировал в составе главной сборной Эквадора.
Был включён в состав сборной на Кубок Америки 2021.

## Статистика выступлений

### Клубная статистика
| Клуб                 | Сезон            | Лига | Лига | Кубок | Кубок | Кубок лиги | Кубок лиги | Континент. | Континент. | Плей-офф | Плей-офф | Итого | Итого |
| Клуб                 | Сезон            | Игры | Голы | Игры  | Голы  | Игры       | Голы       | Игры       | Голы       | Игры     | Голы     | Игры  | Голы  |
| -------------------- | ---------------- | ---- | ---- | ----- | ----- | ---------- | ---------- | ---------- | ---------- | -------- | -------- | ----- | ----- |
| Барселона (Гуаякиль) | 2019             | 16   | 3    | 5     | 1     | -          | -          | -          | -          | -        | -        | 21    | 4     |
| Барселона (Гуаякиль) | Итого            | 16   | 3    | 5     | 1     | 0          | 0          | 0          | 0          | 0        | 0        | 21    | 4     |
| Фамаликан            | 2020/21          | 9    | 2    | 1     | 0     | -          | -          | -          | -          | -        | -        | 10    | 2     |
| Фамаликан            | Итого            | 9    | 2    | 1     | 0     | 0          | 0          | 0          | 0          | 0        | 0        | 10    | 2     |
| Грассхоппер          | 2021/22          | 14   | 3    | 1     | 0     | -          | -          | -          | -          | -        | -        | 15    | 3     |
| Грассхоппер          | Итого            | 14   | 3    | 1     | 0     | 0          | 0          | 0          | 0          | 0        | 0        | 15    | 3     |
| Интер Майами         | 2022             | 26   | 11   | 2     | 1     | -          | -          | -          | -          | -        | -        | 28    | 12    |
| Интер Майами         | 2023             | 26   | 9    | 4     | 2     | -          | -          | 7          | 0          | -        | -        | 37    | 11    |
| Интер Майами         | 2024             | 25   | 7    | -     | -     | 1          | 0          | 4          | 1          | -        | -        | 30    | 8     |
| Интер Майами         | Итого            | 77   | 27   | 6     | 3     | 1          | 0          | 11         | 1          | 0        | 0        | 95    | 31    |
| Всего за карьеру     | Всего за карьеру | 0    | 0    | 0     | 0     | 0          | 0          | 0          | 0          | 0        | 0        | 0     | 0     |

## Достижения
Командные
«Интер Майами»
- Обладатель Кубка лиг: 2023

Эквадор (до 20 лет)
- Победитель чемпионата Южной Америки среди команд до 20 лет: 2019

Личные
- Лучший бомбардир чемпионата Южной Америки среди команд до 20 лет: 2019 (6 голов)